# Coulaines
Coulaines település Franciaországban, Sarthe megyében. Lakosainak száma 8049 fő (2022. január 1.). Coulaines Neuville-sur-Sarthe, Sargé-lès-le-Mans, Le Mans és Saint-Pavace községekkel határos.

## Népesség
A település népességének változása:
| Lakosok száma | 7577 | 7464 | 7587 | 7423 | 7600 | 7779 | 7958 | 8003 | 8049 |
|               | 2013 | 2015 | 2016 | 2017 | 2018 | 2019 | 2020 | 2021 | 2022 |